# Чероки (окръг, Тексас)
Вижте пояснителната страница за други значения на Чероки.
Окръг Чероки (на английски: Cherokee County) е окръг в щата Тексас, Съединени американски щати. Площта му е 2751 km², а населението - 46 659 души (2000). Административен център е град Ръск.